# اچ‌ام‌اس ابدیل (ان۲۱)
اچ‌ام‌اس ابدیل (ان۲۱) (به انگلیسی: HMS Abdiel (N21)) یک کشتی بود که طول آن ۲۶۵ فوت (۸۱ متر) بود. این کشتی در سال ۱۹۶۷ ساخته شد.